# Il Tevere
Il Tevere fu un quotidiano fascista romano, fondato da Telesio Interlandi, che ne fu il direttore per quasi 20 anni. Il giornale iniziò le pubblicazioni il 27 dicembre 1924 e le chiuse il 25 luglio 1943.

## Storia
Sulle ceneri del Corriere Italiano, Mussolini stesso chiamò Interlandi con l'ordine di creare un nuovo giornale fascista, più battagliero rispetto al quotidiano ufficiale, Il Popolo d'Italia. Fu finanziato dall'imprenditore romano Domenico Vannissanti.
Il quotidiano non aveva una sezione di cronaca nera perché, secondo il direttore, chi è interessato alla “nera” compra “Il Messaggero“.  Era formato da quattro-sei pagine, con la terza pagina dedicata alla cultura.
Nel 1926 Vannisanti si ritirò e allora Mussolini aiutò Interlandi a sostenere il giornale e lo finanziò tramite i fondi riservati della presidenza del consiglio. 
Interlandi aveva facoltà di attaccare personaggi ritenuti “intoccabili” del Regime come, per esempio, l'architetto Marcello Piacentini, maggior esponente e ideatore dell'architettura e dell'urbanistica neoclassiche fasciste e anche ministri in carica, come Giuseppe Bottai o, nel 1926, ex ministri come Giovanni Gentile.
Inoltre, Interlandi godeva della libertà di farsi beffa delle veline del Minculpop, il ministero della cultura popolare creato nel 1937 (veline che gettava nel cestino platealmente davanti a tutta la redazione) e delle riunioni convocate dal Ministro del Miniculpop, inviandovi l'ultimo praticante di redazione.
Ebbe sempre collaboratori illustri: alla "terza pagina" del "Tevere" collaborarono, tra gli altri, Luigi Pirandello, Emilio Cecchi, Giuseppe Ungaretti, Vincenzo Cardarelli, Antonio Baldini, Corrado Alvaro, Carlo Bernari, Giovanni Papini, Ardengo Soffici, Julius Evola, Luigi Chiarini, Dino Terra, Antonello Trombadori, Umberto Barbaro, Elio Vittorini, Lionello Fiumi. Vi approdarono firme come quella del giovane siracusano Alfredo Mezio, di Vitaliano Brancati e del giovane critico d'architettura Giuseppe Pensabene. Ercole Patti, catanese, era l'inviato all'estero. Un giovane Giorgio Almirante collaborò al giornale e ne divenne alla fine degli anni '30 redattore capo.
Il “proto” del “Tevere” (figura centrale nei giornali dell'epoca) dal 1924 fino al 25 luglio 1943 (data dell'ultima pubblicazione) fu un comunista (Galeotti) schedato dalla polizia come "sovversivo".

### Antisemitismo
Nel 1934 iniziò una politica antisemita, e fu spesso in polemica con il giornale degli ebrei fascisti, La Nostra Bandiera.
Il Tevere fu affiancato da un'altra creatura di Interlandi, La difesa della razza in una violenta propaganda antiebraica. Già il 31 marzo 1934, sul Tevere scrisse: «A cosa mirava la polemica che abbiamo sostenuto in questi ultimi tempi, e così pigramente ascoltata dagli organi dell'opinione pubblica? Mirava a stabilire, con documenti ebraici alla mano, che l'ebreo non si assimila, perché nell'assimilazione vede una diminuzione della sua personalità e un tradimento della sua razza; che l'ebreo esige una doppia nazionalità - diciamo pure una doppia patria - per rimanere elemento produttivo, cioè per fare i suoi affari e avere oltre i confini un centro d'attrazione e propulsione supernazionale; che nemmeno la guerra (e quindi il Fascismo) ha assimilato gli ebrei alla nazione della quale portarono le armi: la stampa ebraica infatti parla di ebrei che si batterono fra di loro in nome di paesi stranieri. Tutto questo ha oggi il drammatico suggello dell'OVRA: e perché a nessuno sfugga il valore di questo incontro di nomi, a costo di apparire ingenui, ricorderemo che il meglio dell'antifascismo passato e presente è di razza ebraica: da Treves a Modigliani, da Rosselli a Morgari, gli organizzatori del sovversivismo antifascista furono e sono della gente consacrata».
Dal 1938 sosterrà la campagna per la legislazione razziale fascista.